# Gruyère
Gruyère (německy Greyerzer) je tvrdý švýcarský sýr s mnohaletou tradicí výroby.

## Historie

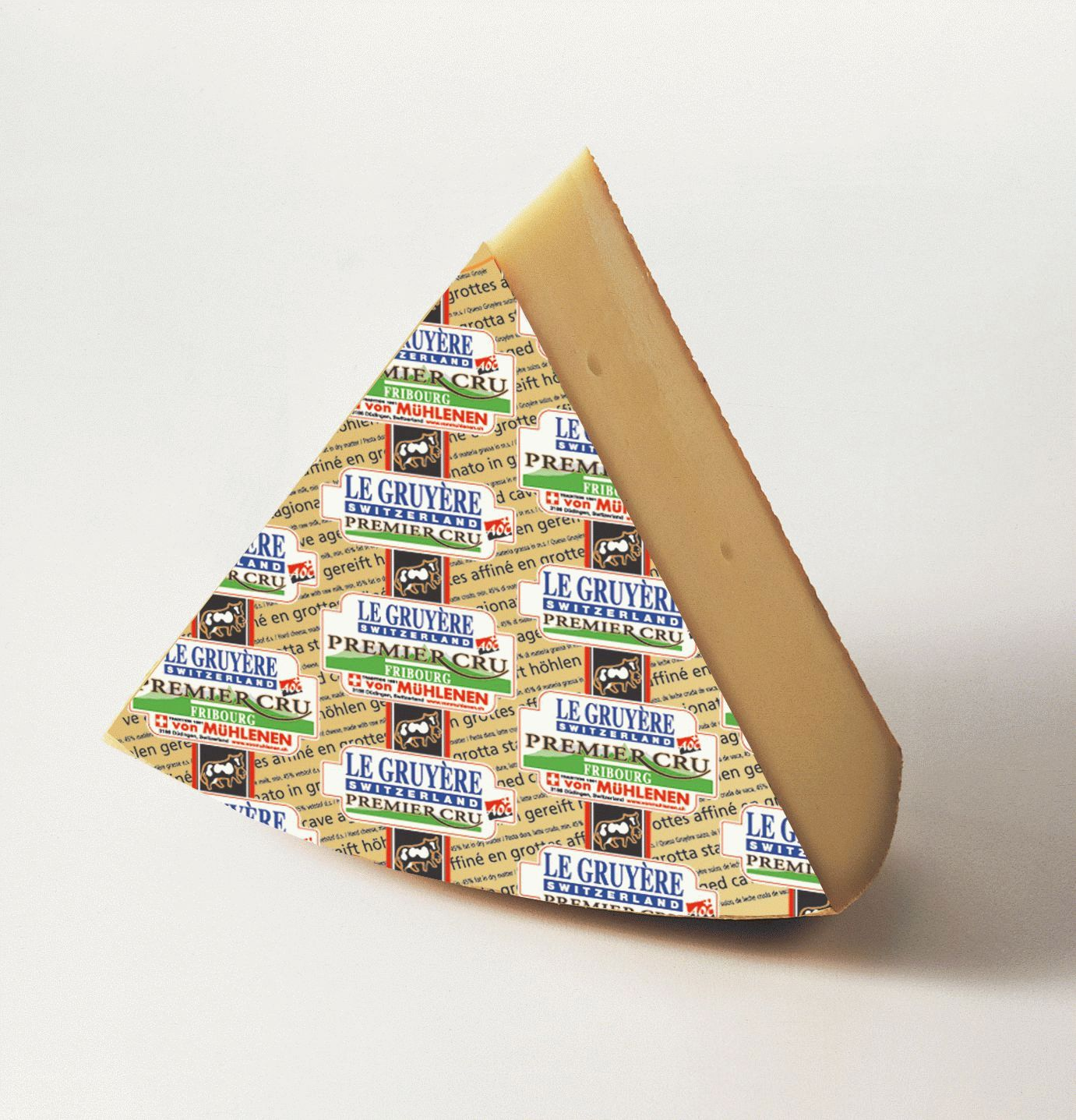
Gruyère

Název sýru pochází z názvu švýcarského okresu (francouzsky District de la Gruyère, německy Greyerzbezirk), ze kterého sýr pochází. Ve francouzštině se rozlišuje rodem sýr le Gruyère a okres la Gruyère.
Ve Švýcarsku je produkován od roku 1113, ale zmínky o sýru z oblasti, kde se dnes Gruyère vyrábí, pocházejí již z roku 116 n. l. Oficiální název sýr získal v roce 1762, kdy byl Gruyère Francouzskou akademií zařazen do jejího slovníku. V roce 2009 se ho vyrobilo ve Švýcarsku přes 26 000 tun, čímž překonal poprvé v historii ementál. 
Gruyére se vyrábí v několika kantonech ve Švýcarsku. Jedná se především o kanton Fribourg v západním Švýcarsku, ale jeho výroba probíhá i v kantonech Vaud, Neuchâtel či Jura.

## Vlastnosti
Je to tvrdý sýr z nepasterizovaného kravského mléka. Obsah tuku v sušině je 49 až 53 %. Jeho střed je slámové barvy. Kůrka je tvrdá, rezavé barvy. Doba jeho zrání je 3–25 měsíců. Tento sýr má bohatou škálu chutí od ovocné až po ořechovou.

## Gruyère de France

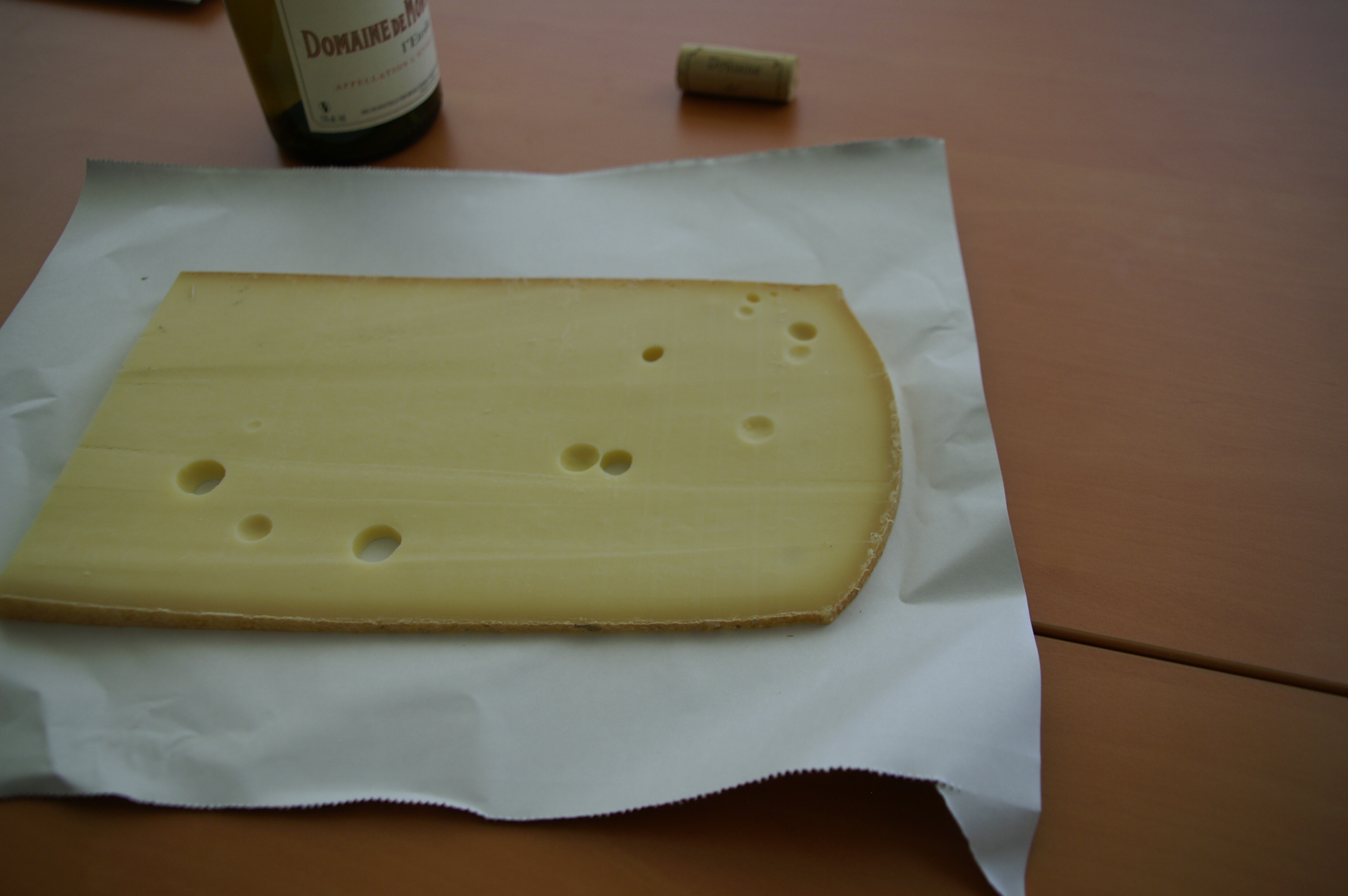
Gruyère de France

Ve francouzských regionech Savojsko a Franche–Comté se vyrábí sýr s podobným názvem, pod ochrannou známkou Gruyère de France. Jedná se též o sýr z nepasterizovaného kravského mléka, s chrakteristickými otvory velikosti hrášku až třešně.